# Finales de la Copa Billie Jean King 2023
Las Finales de la Copa Billie Jean King 2023 fue un torneo de selecciones femeninas de tenis que se disputó del 7 al 12 de noviembre de 2023 en Sevilla (España), en pista dura cubierta. Cada enfrentamiento entre dos equipos nacionales consta de dos partidos individuales y, a continuación, uno de dobles, todos ellos disputados en un solo día. 
Suiza es la actual defensora del título.

## Equipos
12 naciones participan en la Fase Final. La calificación fue la siguiente:
- 2 finalistas de la edición anterior (Suiza, la campeona defensora y Australia, la finalista)
- 1 nación anfitriona o wild card (invitación)
- 9 ganadoras de la fase de calificación en abril de 2023.

## Fase de grupos
|  | Clasificado para la Fase Eliminatoria |

E = Enfrentamientos, P = Partidos, S = Sets, J= Juegos, W = Ganados, L = Perdidos

### Resultados finales
| Grupo | Primeras        | Primeras | Primeras | Primeras | Segundas       | Segundas | Segundas | Segundas | Terceras  | Terceras | Terceras | Terceras |
| Grupo | País            | E G–P    | P G–P    | S G–P    | País           | E G–P    | P G–P    | S G–P    | País      | E G–P    | P G–P    | S G–P    |
| ----- | --------------- | -------- | -------- | -------- | -------------- | -------- | -------- | -------- | --------- | -------- | -------- | -------- |
| A     | República Checa | 2–0      | 5–1      | 10–3     | Estados Unidos | 1–1      | 4–2      | 8–5      | Suiza     | 0–2      | 0–6      | 2–12     |
| B     | Eslovenia       | 1–1      | 3–3      | 9–6      | Kazajistán     | 1–1      | 3–3      | 7–8      | Australia | 1–1      | 3–3      | 6–8      |
| C     | Canadá          | 2–0      | 6–0      | 12–1     | España         | 1–1      | 2–4      | 5–9      | Polonia   | 0–2      | 1–5      | 4–11     |
| D     | Italia          | 2–0      | 5–1      | 11–5     | Francia        | 1–1      | 4–2      | 10–6     | Alemania  | 0–2      | 0–6      | 2–12     |

### Grupo A
| Pos. | País            | E G–P | P G–P | S G–P | % S W | J G–P | % J W |
| ---- | --------------- | ----- | ----- | ----- | ----- | ----- | ----- |
| 1    | República Checa | 2–0   | 5–1   | 10–3  | 77%   | 72–54 | 57%   |
| 2    | Estados Unidos  | 1–1   | 4–2   | 8–5   | 62%   | 67–59 | 53%   |
| 3    | Suiza           | 0–2   | 0–6   | 2–12  | 14%   | 61–87 | 41%   |

#### Suiza vs República Checa
| | Bandera de Suiza           | Suiza                                   | 0  | 3 | República Checa | Bandera de República Checa |
| --- | -------------------------- | --------------------------------------- | -- | - | --------------- | -------------------------- |
| Estadio la Cartuja, Sevilla, España 7 de noviembre de 2023 (Dura, bajo techo) |                            |                                         |    |   |                 |                            |
| \| 1 \| \| Celine Naef \| 62 \| 6 \| 4 \| \| 1 \| \| Linda Noskova \| 7 \| 4 \| 6 \| \| 2 \| \| Viktorija Golubic \| 4 \| 4 \| \| \| 2 \| \| Marie Bouzková \| 6 \| 6 \| \| \| 3 \| \| Viktorija Golubic / Jil Teichmann \| 63 \| 2 \| \| \| 3 \| \| Katerina Siniakova / Barbora Krejčíková \| 7 \| 6 \| \| |                            |                                         |    |   |                 |                            |
| 1 | Bandera de Suiza           | Celine Naef                             | 62 | 6 | 4               |                            |
| 1 | Bandera de República Checa | Linda Noskova                           | 7  | 4 | 6               |                            |
| 2 | Bandera de Suiza           | Viktorija Golubic                       | 4  | 4 |                 |                            |
| 2 | Bandera de República Checa | Marie Bouzková                          | 6  | 6 |                 |                            |
| 3 | Bandera de Suiza           | Viktorija Golubic / Jil Teichmann       | 63 | 2 |                 |                            |
| 3 | Bandera de República Checa | Katerina Siniakova / Barbora Krejčíková | 7  | 6 |                 |                            |

#### Suiza vs Estados Unidos
| | Bandera de Suiza          | Suiza                             | 0  | 3  | Estados Unidos | Bandera de Estados Unidos |
| --- | ------------------------- | --------------------------------- | -- | -- | -------------- | ------------------------- |
| Estadio la Cartuja, Sevilla, España 9 de noviembre de 2023 (Dura, bajo techo) |                           |                                   |    |    |                |                           |
| \| 1 \| \| Céline Naef \| 64 \| 1 \| \| \| 1 \| \| Danielle Collins \| 7 \| 6 \| \| \| 2 \| \| Viktorija Golubic \| 3 \| 7 \| 5 \| \| 2 \| \| Sofia Kenin \| 6 \| 61 \| 7 \| \| 3 \| \| Jil Teichmann / Simona Waltert \| 1 \| 63 \| \| \| 3 \| \| Sloane Stephens / Taylor Townsend \| 6 \| 7 \| \| |                           |                                   |    |    |                |                           |
| 1 | Bandera de Suiza          | Céline Naef                       | 64 | 1  |                |                           |
| 1 | Bandera de Estados Unidos | Danielle Collins                  | 7  | 6  |                |                           |
| 2 | Bandera de Suiza          | Viktorija Golubic                 | 3  | 7  | 5              |                           |
| 2 | Bandera de Estados Unidos | Sofia Kenin                       | 6  | 61 | 7              |                           |
| 3 | Bandera de Suiza          | Jil Teichmann / Simona Waltert    | 1  | 63 |                |                           |
| 3 | Bandera de Estados Unidos | Sloane Stephens / Taylor Townsend | 6  | 7  |                |                           |

#### República Checa vs Estados Unidos
| | Bandera de República Checa | República Checa                         | 2 | 1 | Estados Unidos | Bandera de Estados Unidos |
| --- | -------------------------- | --------------------------------------- | - | - | -------------- | ------------------------- |
| Estadio la Cartuja, Sevilla, España 10 de noviembre de 2023 (Dura, bajo techo) |                            |                                         |   |   |                |                           |
| \| 1 \| \| Kateřina Siniaková \| 3 \| 2 \| \| \| 1 \| \| Danielle Collins \| 6 \| 6 \| \| \| 2 \| \| Markéta Vondroušová \| 6 \| 6 \| \| \| 2 \| \| Sofia Kenin \| 1 \| 1 \| \| \| 3 \| \| Barbora Krejčíková / Kateřina Siniaková \| 6 \| 7 \| \| \| 3 \| \| Danielle Collins / Taylor Townsend \| 3 \| 5 \| \| |                            |                                         |   |   |                |                           |
| 1 | Bandera de República Checa | Kateřina Siniaková                      | 3 | 2 |                |                           |
| 1 | Bandera de Estados Unidos  | Danielle Collins                        | 6 | 6 |                |                           |
| 2 | Bandera de República Checa | Markéta Vondroušová                     | 6 | 6 |                |                           |
| 2 | Bandera de Estados Unidos  | Sofia Kenin                             | 1 | 1 |                |                           |
| 3 | Bandera de República Checa | Barbora Krejčíková / Kateřina Siniaková | 6 | 7 |                |                           |
| 3 | Bandera de Estados Unidos  | Danielle Collins / Taylor Townsend      | 3 | 5 |                |                           |

### Grupo B
| Pos. | País       | E G–P | P G–P | S G–P | % S W | J G–P | % J W |
| ---- | ---------- | ----- | ----- | ----- | ----- | ----- | ----- |
| 1    | Eslovenia  | 1–1   | 3–3   | 9–6   | 60%   | 66–48 | 58%   |
| 3    | Kazajistán | 1–1   | 3–3   | 7–8   | 47%   | 54–59 | 48%   |
| 3    | Australia  | 1–1   | 3–3   | 6–8   | 43%   | 53–66 | 45%   |

#### Australia vs Eslovenia
| | Bandera de Australia | Australia                         | 1 | 2  | Eslovenia | Bandera de Eslovenia |
| --- | -------------------- | --------------------------------- | - | -- | --------- | -------------------- |
| Estadio la Cartuja, Sevilla, España 7 de noviembre de 2023 (Dura, bajo techo) |                      |                                   |   |    |           |                      |
| \| 1 \| \| Ajla Tomljanovic \| 4 \| 1 \| \| \| 1 \| \| Kaja Juvan \| 6 \| 6 \| \| \| 2 \| \| Daria Saville \| 1 \| 4 \| \| \| 2 \| \| Tamara Zidansek \| 6 \| 6 \| \| \| 3 \| \| Kimberly Birrel / Storm Hunter \| 7 \| 62 \| [10] \| \| 3 \| \| Ela Nala Milic / Veronika Erjavec \| 5 \| 7 \| [5] \| |                      |                                   |   |    |           |                      |
| 1 | Bandera de Australia | Ajla Tomljanovic                  | 4 | 1  |           |                      |
| 1 | Bandera de Eslovenia | Kaja Juvan                        | 6 | 6  |           |                      |
| 2 | Bandera de Australia | Daria Saville                     | 1 | 4  |           |                      |
| 2 | Bandera de Eslovenia | Tamara Zidansek                   | 6 | 6  |           |                      |
| 3 | Bandera de Australia | Kimberly Birrel / Storm Hunter    | 7 | 62 | [10]      |                      |
| 3 | Bandera de Eslovenia | Ela Nala Milic / Veronika Erjavec | 5 | 7  | [5]       |                      |

#### Australia vs Kazajistán
| | Bandera de Australia  | Australia                        | 2  | 1 | Kazajistán | Bandera de Kazajistán |
| --- | --------------------- | -------------------------------- | -- | - | ---------- | --------------------- |
| Estadio la Cartuja, Sevilla, España 9 de noviembre de 2023 (Dura, bajo techo) |                       |                                  |    |   |            |                       |
| \| 1 \| \| Storm Hunter \| 7 \| 6 \| \| \| 1 \| \| Anna Danilina \| 62 \| 4 \| \| \| 2 \| \| Kimberly Birrell \| 0 \| 5 \| \| \| 2 \| \| Yulia Putintseva \| 6 \| 7 \| \| \| 3 \| \| Storm Hunter / Ellen Perez \| 6 \| 4 \| [10] \| \| 3 \| \| Anna Danilina / Yulia Putintseva \| 1 \| 6 \| [5] \| |                       |                                  |    |   |            |                       |
| 1 | Bandera de Australia  | Storm Hunter                     | 7  | 6 |            |                       |
| 1 | Bandera de Kazajistán | Anna Danilina                    | 62 | 4 |            |                       |
| 2 | Bandera de Australia  | Kimberly Birrell                 | 0  | 5 |            |                       |
| 2 | Bandera de Kazajistán | Yulia Putintseva                 | 6  | 7 |            |                       |
| 3 | Bandera de Australia  | Storm Hunter / Ellen Perez       | 6  | 4 | [10]       |                       |
| 3 | Bandera de Kazajistán | Anna Danilina / Yulia Putintseva | 1  | 6 | [5]        |                       |

#### Australia vs Eslovenia
| | Bandera de Kazajistán | Kazajistán                         | 2 | 1 | Eslovenia | Bandera de Eslovenia |
| --- | --------------------- | ---------------------------------- | - | - | --------- | -------------------- |
| Estadio la Cartuja, Sevilla, España 10 de noviembre de 2023 (Dura, bajo techo) |                       |                                    |   |   |           |                      |
| \| 1 \| \| Anna Danilina \| 1 \| 0 \| \| \| 1 \| \| Kaja Juvan \| 6 \| 6 \| \| \| 2 \| \| Yulia Putintseva \| 2 \| 6 \| \| \| 2 \| \| Tamara Zidanšek \| 6 \| 2 \| retiro \| \| 3 \| \| Anna Danilina / Zhibek Kulambayeva \| 2 \| 6 \| [10] \| \| 3 \| \| Veronika Erjavec / Ela Nala Milić \| 6 \| 4 \| [7] \| |                       |                                    |   |   |           |                      |
| 1 | Bandera de Kazajistán | Anna Danilina                      | 1 | 0 |           |                      |
| 1 | Bandera de Eslovenia  | Kaja Juvan                         | 6 | 6 |           |                      |
| 2 | Bandera de Kazajistán | Yulia Putintseva                   | 2 | 6 |           |                      |
| 2 | Bandera de Eslovenia  | Tamara Zidanšek                    | 6 | 2 | retiro    |                      |
| 3 | Bandera de Kazajistán | Anna Danilina / Zhibek Kulambayeva | 2 | 6 | [10]      |                      |
| 3 | Bandera de Eslovenia  | Veronika Erjavec / Ela Nala Milić  | 6 | 4 | [7]       |                      |

### Grupo C
| Pos. | País    | E G–P | P G–P | S G–P | % S W | J G–P | % J W |
| ---- | ------- | ----- | ----- | ----- | ----- | ----- | ----- |
| 1    | Canadá  | 2–0   | 6–0   | 12–1  | 92%   | 80–48 | 63%   |
| 2    | España  | 1–1   | 2–4   | 5–9   | 36%   | 58–72 | 45%   |
| 3    | Polonia | 0–2   | 1–5   | 4–11  | 27%   | 57–75 | 43%   |

#### España vs Canadá
| | Bandera de España | España                                | 0   | 3  | Canadá | Bandera de Canadá |
| --- | ----------------- | ------------------------------------- | --- | -- | ------ | ----------------- |
| Estadio la Cartuja, Sevilla, España 8 de noviembre de 2023 (Dura, bajo techo) |                   |                                       |     |    |        |                   |
| \| 1 \| \| Rebeka Masarova \| 3 \| 1 \| \| \| 1 \| \| Marina Stakusic \| 6 \| 6 \| \| \| 2 \| \| Sara Sorribes \| 68 \| 67 \| \| \| 2 \| \| Leylah Fernandez \| 710 \| 79 \| \| \| 3 \| \| Rebeka Masarova / Sara Sorribes \| 3 \| 5 \| \| \| 3 \| \| Eugenie Bouchard / Gabriela Dabrowski \| 6 \| 7 \| \| |                   |                                       |     |    |        |                   |
| 1 | Bandera de España | Rebeka Masarova                       | 3   | 1  |        |                   |
| 1 | Bandera de Canadá | Marina Stakusic                       | 6   | 6  |        |                   |
| 2 | Bandera de España | Sara Sorribes                         | 68  | 67 |        |                   |
| 2 | Bandera de Canadá | Leylah Fernandez                      | 710 | 79 |        |                   |
| 3 | Bandera de España | Rebeka Masarova / Sara Sorribes       | 3   | 5  |        |                   |
| 3 | Bandera de Canadá | Eugenie Bouchard / Gabriela Dabrowski | 6   | 7  |        |                   |

#### Canadá vs Polonia
| | Bandera de Canadá  | Canadá                                | 3 | 0 | Polonia | Bandera de Polonia |
| --- | ------------------ | ------------------------------------- | - | - | ------- | ------------------ |
| Estadio la Cartuja, Sevilla, España 9 de noviembre de 2023 (Dura, bajo techo) |                    |                                       |   |   |         |                    |
| \| 1 \| \| Marina Stakusic \| 4 \| 7 \| 6 \| \| 1 \| \| Magdalena Fręch \| 6 \| 5 \| 3 \| \| 2 \| \| Leylah Fernandez \| 6 \| 6 \| \| \| 2 \| \| Magda Linette \| 2 \| 3 \| \| \| 3 \| \| Gabriela Dabrowski / Leylah Fernandez \| 6 \| 6 \| \| \| 3 \| \| Weronika Falkowska / Katarzyna Kawa \| 2 \| 3 \| \| |                    |                                       |   |   |         |                    |
| 1 | Bandera de Canadá  | Marina Stakusic                       | 4 | 7 | 6       |                    |
| 1 | Bandera de Polonia | Magdalena Fręch                       | 6 | 5 | 3       |                    |
| 2 | Bandera de Canadá  | Leylah Fernandez                      | 6 | 6 |         |                    |
| 2 | Bandera de Polonia | Magda Linette                         | 2 | 3 |         |                    |
| 3 | Bandera de Canadá  | Gabriela Dabrowski / Leylah Fernandez | 6 | 6 |         |                    |
| 3 | Bandera de Polonia | Weronika Falkowska / Katarzyna Kawa   | 2 | 3 |         |                    |

#### España vs Polonia
| | Bandera de España  | España                          | 2  | 1  | Polonia | Bandera de Polonia |
| --- | ------------------ | ------------------------------- | -- | -- | ------- | ------------------ |
| Estadio la Cartuja, Sevilla, España 10 de noviembre de 2023 (Dura, bajo techo) |                    |                                 |    |    |         |                    |
| \| 1 \| \| Rebeka Masarova \| 2 \| 6 \| 6 \| \| 1 \| \| Katarzyna Kawa \| 6 \| 3 \| 2 \| \| 2 \| \| Sara Sorribes \| 7 \| 6 \| \| \| 2 \| \| Magda Linette \| 65 \| 3 \| \| \| 3 \| \| Marina Bassols / Cristina Bucșa \| 0 \| 7 \| [3] \| \| 3 \| \| Katarzyna Kawa / Martyna Kubka \| 6 \| 62 \| [10] \| |                    |                                 |    |    |         |                    |
| 1 | Bandera de España  | Rebeka Masarova                 | 2  | 6  | 6       |                    |
| 1 | Bandera de Polonia | Katarzyna Kawa                  | 6  | 3  | 2       |                    |
| 2 | Bandera de España  | Sara Sorribes                   | 7  | 6  |         |                    |
| 2 | Bandera de Polonia | Magda Linette                   | 65 | 3  |         |                    |
| 3 | Bandera de España  | Marina Bassols / Cristina Bucșa | 0  | 7  | [3]     |                    |
| 3 | Bandera de Polonia | Katarzyna Kawa / Martyna Kubka  | 6  | 62 | [10]    |                    |

### Grupo D
| Pos. | País     | E G–P | P G–P | S G–P | % S W | J G–P | % J W |
| ---- | -------- | ----- | ----- | ----- | ----- | ----- | ----- |
| 1    | Italia   | 2–0   | 5–1   | 11–5  | 68%   | 79–62 | 56%   |
| 2    | Francia  | 1–1   | 4–2   | 10–6  | 63%   | 75–61 | 55%   |
| 3    | Alemania | 0–1   | 0–3   | 2–12  | 14%   | 43–74 | 37%   |

#### Francia vs Italia
| | Bandera de Francia | Francia                                   | 1  | 2 | Italia | Bandera de Italia |
| --- | ------------------ | ----------------------------------------- | -- | - | ------ | ----------------- |
| Estadio la Cartuja, Sevilla, España 8 de noviembre de 2023 (Dura, bajo techo) |                    |                                           |    |   |        |                   |
| \| 1 \| \| Alize Cornet \| 6 \| 2 \| 2 \| \| 1 \| \| Martina Trevisan \| 2 \| 6 \| 6 \| \| 2 \| \| Caroline Garcia \| 6 \| 7 \| 4 \| \| 2 \| \| Jasmine Paolini \| 78 \| 5 \| 6 \| \| 3 \| \| Caroline Garcia / Kristina Mladenovic \| 5 \| 6 \| [10] \| \| 3 \| \| Martina Trevisan / Elisabetta Cocciaretto \| 7 \| 2 \| [6] \| |                    |                                           |    |   |        |                   |
| 1 | Bandera de Francia | Alize Cornet                              | 6  | 2 | 2      |                   |
| 1 | Bandera de Italia  | Martina Trevisan                          | 2  | 6 | 6      |                   |
| 2 | Bandera de Francia | Caroline Garcia                           | 6  | 7 | 4      |                   |
| 2 | Bandera de Italia  | Jasmine Paolini                           | 78 | 5 | 6      |                   |
| 3 | Bandera de Francia | Caroline Garcia / Kristina Mladenovic     | 5  | 6 | [10]   |                   |
| 3 | Bandera de Italia  | Martina Trevisan / Elisabetta Cocciaretto | 7  | 2 | [6]    |                   |

#### Italia vs Alemania
| | Bandera de Italia   | Italia                                   | 3  | 0  | Alemania | Bandera de Alemania |
| --- | ------------------- | ---------------------------------------- | -- | -- | -------- | ------------------- |
| Estadio la Cartuja, Sevilla, España 10 de noviembre de 2023 (Dura, bajo techo) |                     |                                          |    |    |          |                     |
| \| 1 \| \| Martina Trevisan \| 78 \| 6 \| \| \| 1 \| \| Eva Lys \| 6 \| 1 \| \| \| 2 \| \| Jasmine Paolini \| 6 \| 6 \| \| \| 2 \| \| Anna-Lena Friedsam \| 3 \| 2 \| \| \| 3 \| \| Lucia Bronzetti / Elisabetta Cocciaretto \| 6 \| 64 \| [11] \| \| 3 \| \| Anna-Lena Friedsam / Laura Siegemund \| 4 \| 7 \| [9] \| |                     |                                          |    |    |          |                     |
| 1 | Bandera de Italia   | Martina Trevisan                         | 78 | 6  |          |                     |
| 1 | Bandera de Alemania | Eva Lys                                  | 6  | 1  |          |                     |
| 2 | Bandera de Italia   | Jasmine Paolini                          | 6  | 6  |          |                     |
| 2 | Bandera de Alemania | Anna-Lena Friedsam                       | 3  | 2  |          |                     |
| 3 | Bandera de Italia   | Lucia Bronzetti / Elisabetta Cocciaretto | 6  | 64 | [11]     |                     |
| 3 | Bandera de Alemania | Anna-Lena Friedsam / Laura Siegemund     | 4  | 7  | [9]      |                     |

#### Francia vs Alemania
| | Bandera de Francia  | Francia                               | 3 | 0 | Alemania | Bandera de Alemania |
| --- | ------------------- | ------------------------------------- | - | - | -------- | ------------------- |
| Estadio la Cartuja, Sevilla, España 10 de noviembre de 2023 (Dura, bajo techo) |                     |                                       |   |   |          |                     |
| \| 1 \| \| Clara Burel \| 6 \| 6 \| \| \| 1 \| \| Jule Niemeier \| 4 \| 3 \| \| \| 2 \| \| Varvara Gracheva \| 0 \| \| \| \| 2 \| \| Tatjana Maria \| 3 \| \| retiro \| \| 3 \| \| Caroline Garcia / Kristina Mladenovic \| 5 \| 6 \| [10] \| \| 3 \| \| Jule Niemeier / Laura Siegemund \| 7 \| 2 \| [6] \| |                     |                                       |   |   |          |                     |
| 1 | Bandera de Francia  | Clara Burel                           | 6 | 6 |          |                     |
| 1 | Bandera de Alemania | Jule Niemeier                         | 4 | 3 |          |                     |
| 2 | Bandera de Francia  | Varvara Gracheva                      | 0 |   |          |                     |
| 2 | Bandera de Alemania | Tatjana Maria                         | 3 |   | retiro   |                     |
| 3 | Bandera de Francia  | Caroline Garcia / Kristina Mladenovic | 5 | 6 | [10]     |                     |
| 3 | Bandera de Alemania | Jule Niemeier / Laura Siegemund       | 7 | 2 | [6]      |                     |

## Fase final
|  | Semifinales     | Semifinales     | Semifinales     |        |        | Final           | Final           | Final           |  |
|  | 11 de noviembre | 11 de noviembre | 11 de noviembre |        |        | 12 de noviembre | 12 de noviembre | 12 de noviembre |  |
|  |                 |                 |                 |        |        |                 |                 |                 |  |
|  |                 |                 |                 |        |        |                 |                 |                 |  |
|  | 1ºA             | República Checa | 1               |        |        |                 |                 |                 |  |
|  | 1ºA             | República Checa | 1               |        |        |                 |                 |                 |  |
|  | 1ºC             | Canadá          | 2               |        |        |                 |                 |                 |  |
|  | 1ºC             | Canadá          | 2               |        | Canadá | Canadá          | 2               |                 |  |
|  |                 |                 |                 |        | Canadá | Canadá          | 2               |                 |  |
|  |                 |                 | Italia          | Italia | 0      |                 |                 |                 |  |
|  | 1ºD             | Eslovenia       | Italia          | Italia | 0      | 0               |                 |                 |  |
|  | 1ºD             | Eslovenia       |                 |        |        | 0               |                 |                 |  |
|  | 1ºB             | Italia          | 2               |        |        |                 |                 |                 |  |
|  | 1ºB             | Italia          | 2               |        |        |                 |                 |                 |  |
|  |                 |                 |                 |        |        |                 |                 |                 |  |

### Semifinales

#### Italia vs Eslovenia
| | Bandera de Italia    | Italia                                    | 2  | 0 | Eslovenia | Bandera de Eslovenia |
| --- | -------------------- | ----------------------------------------- | -- | - | --------- | -------------------- |
| Estadio la Cartuja, Sevilla, España 11 de noviembre de 2023 (Dura, bajo techo) |                      |                                           |    |   |           |                      |
| \| 1 \| \| Martina Trevisan \| 78 \| 6 \| \| \| 1 \| \| Kaja Juvan \| 6 \| 3 \| \| \| 2 \| \| Jasmine Paolini \| 6 \| 4 \| 6 \| \| 2 \| \| Tamara Zidansek \| 2 \| 6 \| 3 \| \| 3 \| \| Elisabetta Cocciaretto / Martina Trevisan \| \| \| No \| \| 3 \| \| Kaja Juvan / Tamara Zidansek \| \| \| jugado \| |                      |                                           |    |   |           |                      |
| 1 | Bandera de Italia    | Martina Trevisan                          | 78 | 6 |           |                      |
| 1 | Bandera de Eslovenia | Kaja Juvan                                | 6  | 3 |           |                      |
| 2 | Bandera de Italia    | Jasmine Paolini                           | 6  | 4 | 6         |                      |
| 2 | Bandera de Eslovenia | Tamara Zidansek                           | 2  | 6 | 3         |                      |
| 3 | Bandera de Italia    | Elisabetta Cocciaretto / Martina Trevisan |    |   | No        |                      |
| 3 | Bandera de Eslovenia | Kaja Juvan / Tamara Zidansek              |    |   | jugado    |                      |

#### República Checa vs Canadá
| | Bandera de República Checa | República Checa                         | 1 | 2  | Canadá | Bandera de Canadá |
| --- | -------------------------- | --------------------------------------- | - | -- | ------ | ----------------- |
| Estadio la Cartuja, Sevilla, España 11 de noviembre de 2023 (Dura, bajo techo) |                            |                                         |   |    |        |                   |
| \| 1 \| \| Barbora Krejčíková \| 6 \| 6 \| \| \| 1 \| \| Marina Stakusic \| 2 \| 1 \| \| \| 2 \| \| Markéta Vondroušová \| 2 \| 6 \| 3 \| \| 2 \| \| Leylah Fernandez \| 6 \| 2 \| 6 \| \| 3 \| \| Barbora Krejčíková / Kateřina Siniaková \| 5 \| 63 \| \| \| 3 \| \| Gabriela Dabrowski / Leylah Fernandez \| 7 \| 7 \| \| |                            |                                         |   |    |        |                   |
| 1 | Bandera de República Checa | Barbora Krejčíková                      | 6 | 6  |        |                   |
| 1 | Bandera de Canadá          | Marina Stakusic                         | 2 | 1  |        |                   |
| 2 | Bandera de República Checa | Markéta Vondroušová                     | 2 | 6  | 3      |                   |
| 2 | Bandera de Canadá          | Leylah Fernandez                        | 6 | 2  | 6      |                   |
| 3 | Bandera de República Checa | Barbora Krejčíková / Kateřina Siniaková | 5 | 63 |        |                   |
| 3 | Bandera de Canadá          | Gabriela Dabrowski / Leylah Fernandez   | 7 | 7  |        |                   |

### Final

#### Canadá vs Italia
| | Bandera de Canadá | Canadá                                    | 2 | 0 | Italia | Bandera de Italia |
| --- | ----------------- | ----------------------------------------- | - | - | ------ | ----------------- |
| Estadio la Cartuja, Sevilla, España 12 de noviembre de 2023 (Dura, bajo techo) |                   |                                           |   |   |        |                   |
| \| 1 \| \| Marina Stakusic \| 7 \| 6 \| \| \| 1 \| \| Martina Trevisan \| 5 \| 3 \| \| \| 2 \| \| Leylah Fernandez \| 6 \| 6 \| \| \| 2 \| \| Jasmine Paolini \| 2 \| 3 \| \| \| 3 \| \| Gabriela Dabrowski / Leylah Fernandez \| \| \| No \| \| 3 \| \| Elisabetta Cocciaretto / Martina Trevisan \| \| \| jugado \| |                   |                                           |   |   |        |                   |
| 1 | Bandera de Canadá | Marina Stakusic                           | 7 | 6 |        |                   |
| 1 | Bandera de Italia | Martina Trevisan                          | 5 | 3 |        |                   |
| 2 | Bandera de Canadá | Leylah Fernandez                          | 6 | 6 |        |                   |
| 2 | Bandera de Italia | Jasmine Paolini                           | 2 | 3 |        |                   |
| 3 | Bandera de Canadá | Gabriela Dabrowski / Leylah Fernandez     |   |   | No     |                   |
| 3 | Bandera de Italia | Elisabetta Cocciaretto / Martina Trevisan |   |   | jugado |                   |